# Holopedium amazonicum
Holopedium amazonicum är en kräftdjursart som beskrevs av Stingelin 1904. Holopedium amazonicum ingår i släktet Holopedium och familjen Holopediidae. Inga underarter finns listade i Catalogue of Life.